# Arturo Romero Salvador
Arturo Romero Salvador (Pozalmuro, provincia de Soria, 26 de octubre de 1946) es un ingeniero químico español.

## Biografía
Licenciado en ciencias químicas y doctor (1973) por la Universidad Complutense de Madrid. En 1978 obtiene la cátedra de Ingeniería Química en la Universidad del País Vasco y en 1983 en la Facultad de Química de la Universidad Complutense de Madrid, donde en 1987 fue nombrado director de investigación y en 1995 vicerrector.  Colaboró con diversas empresas químicas.
Ha trabajado sobre ingeniería de la reacción química (catálisis aplicada, reactores químicos, desarrollo de procesos) y tecnologías del medio ambiente (tratamiento de residuos, suelos contaminados).

## Premios y distinciones
- 1990: medalla de investigación de la Real Sociedad Española de Química
- 1992: Gran Cruz del Mérito Militar,
- 1996: Medalla de Oro de la Universidad Complutense de Madrid
- 2004: Premio "Profesor Martínez Moreno" en investigación de química

- 2003: doctor Honoris Causa por la Universidad del País Vasco.[1]

- 2001:  académico de la Real Academia de Doctores de España.[2]
- 2002  elegido académico de la Real Academia de Ciencias Exactas, Físicas y Naturales ingresando en 2004 con el discurso "Catalizadores y procesos catalíticos".[3]

## Obras
- Transporte en sólidos porosos, con Félix García-Ochoa Soria y Aurora Santos López Madrid : sn, DL 1989 [Madrid. ISBN 84-7491-267-9